# Bucher Xavér Ferenc
Bucher Xavér Ferenc (eredetileg Franz Xaver Bucher) (Tettnang, 1743. december 3. – Veszprém, 1811. november 22.) német származású magyarországi barokk festőművész.

## Életpályája
Bucher Xavér Ferenc barokk festő magyarországi munkássága, személye és életműve jelentős részben Galavics Géza kutatásai nyomán emelkedett ki az ismeretlenség homályából, melynek eredményeit egy szócikkbe sűrítve foglalta össze 1997-ben a Saur Künstlerlexikon-ban, majd életművének kutatását Serfőző Szabolcs folytatta tanulmányában .
Életrajzát egyelőre csak nagyon hiányosan ismerjük, Galavics Géza kutatásai nyomán derült fény arra, hogy Bucher valójában nem Svájcban, hanem a Bodeni-tó túloldalán, a baden-württembergi Tettnangban született, s a rendelkezésre álló adatok is némileg ellentmondásosak. A források szerint előbb Székesfehérvárott élt, majd 1787-1788 között Veszprémben telepedett le. Az 1780-as évek elejétől, Bucher rendszeresen kapott megrendeléseket elsősorban a veszprémi püspökség birtokain fekvő plébániatemplomok kifestésére. 1789 őszén megnősült, Deltz Teréziával kötött  házasságából három gyermekük született: elsőszülött fia Ferenc ugyancsak az apja Bucher Ferenc mesterségét folytatta, míg második fia, József, katonának állt, leánya, Terézia pedig Franz Langer helyi órakészítő mesterhez ment feleségül. Bucher Ferenc Xavér Veszprémben hunyt el, 1811. november 22-én, 63 éves korában.
Eddig megismert munkássága során az 1700-as évek végén számos Veszprém, Zala és Somogy vármegyei templomban készített freskókat. Főleg a veszprémi egyházmegye területén lévő templomokba készített oltár- és falképeket. A veszprémi templom első mennyezetfestését 1798 és 1801 között készítette el. A szentélyben lévő mennyezetfreskón a Szentháromság, a hajóban Szent István és a Rómából hazatérő követek, a karzat felett a Madonnához imádkozó Szent Imre ábrázolása látható. A veszprémi várnegyed felújítása során két addig nem ismert freskóját találták meg 2024-ben.

## Főbb ismert munkái
- Vörösberény, római katolikus templom (Veszprém megye, 1779)
- Zirc, római katolikus templom (Veszprém megye, 1780)
- Kisbárapáti, római katolikus templom (Somogy megye, 1780 körül)
- Kislőd, római katolikus templom (Veszprém megye, 1780 körül)
- Kapolcs, római katolikus templom (Veszprém megye, 1783)
- Szentgál, római katolikus templom (Veszprém megye, 1784)
- Zics, római katolikus templom (Somogy megye, 1784/85)
- Bodajk, római katolikus templom (Fejér megye, 1785)
- Monostorapáti, római katolikus templom Veszprém megye, 1786)
- Pincehely, római katolikus templom (Tolna megye, 1790)
- Taliándörögd, római katolikus templom (Veszprém megye, 1792?)
- Tamási, római katolikus templom (Tolna megye, 1795)
- Öcs, római katolikus templom (Veszprém megye, 1795 körül)
- Veszprém, ferences templom (1798-1801)
- Köveskál, római katolikus templom (Veszprém megye 1799 körül)
- Tab, római katolikus templom (Somogy megye, 1799)
- Szekszárd, római katolikus templom (Tolna megye, 1807 körül)
- Ajka-Tósokberénd, római katolikus templom (Veszprém megye, 1810 körül)

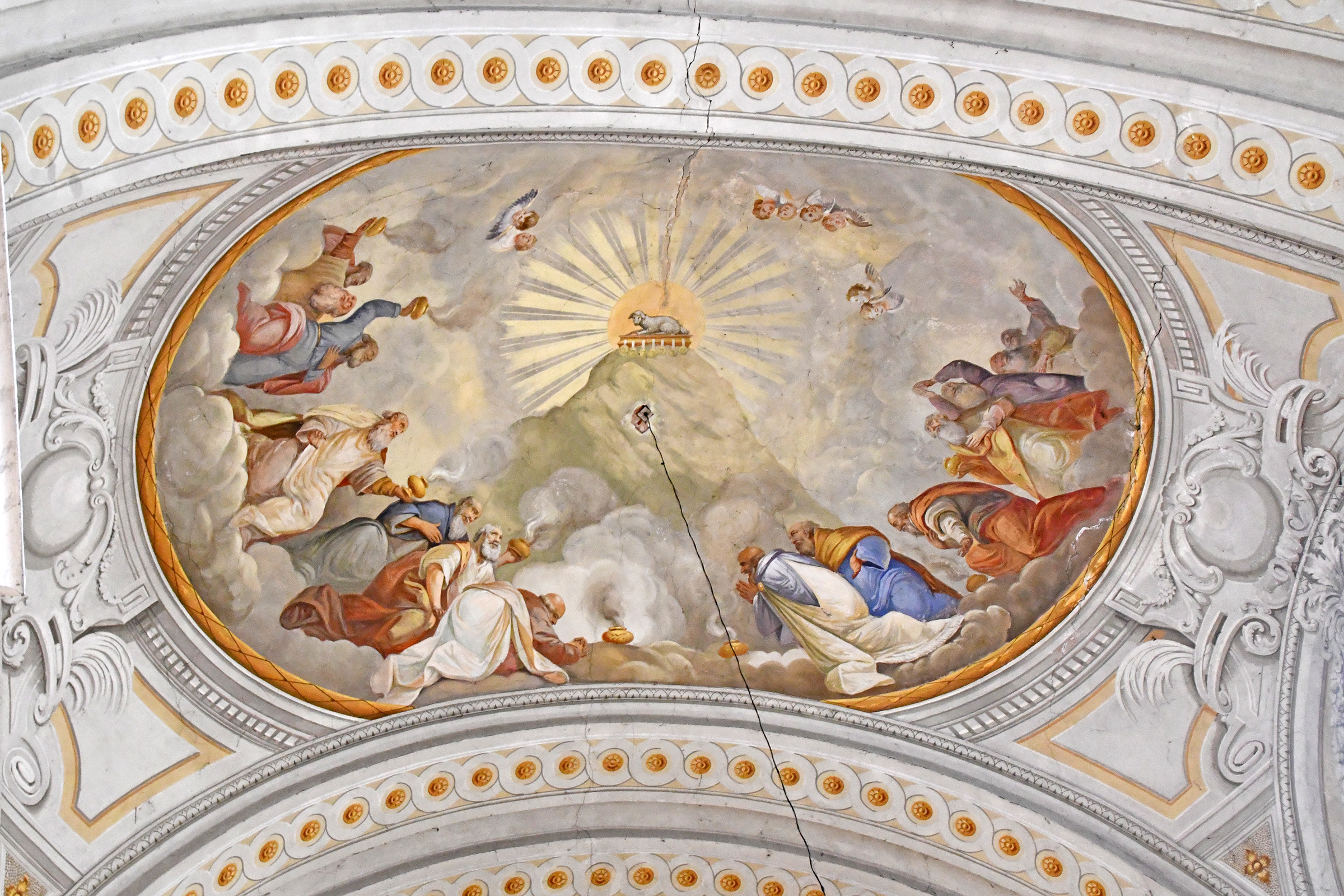
A Bárány imádása (Kisbárapáti, 1780 körül)
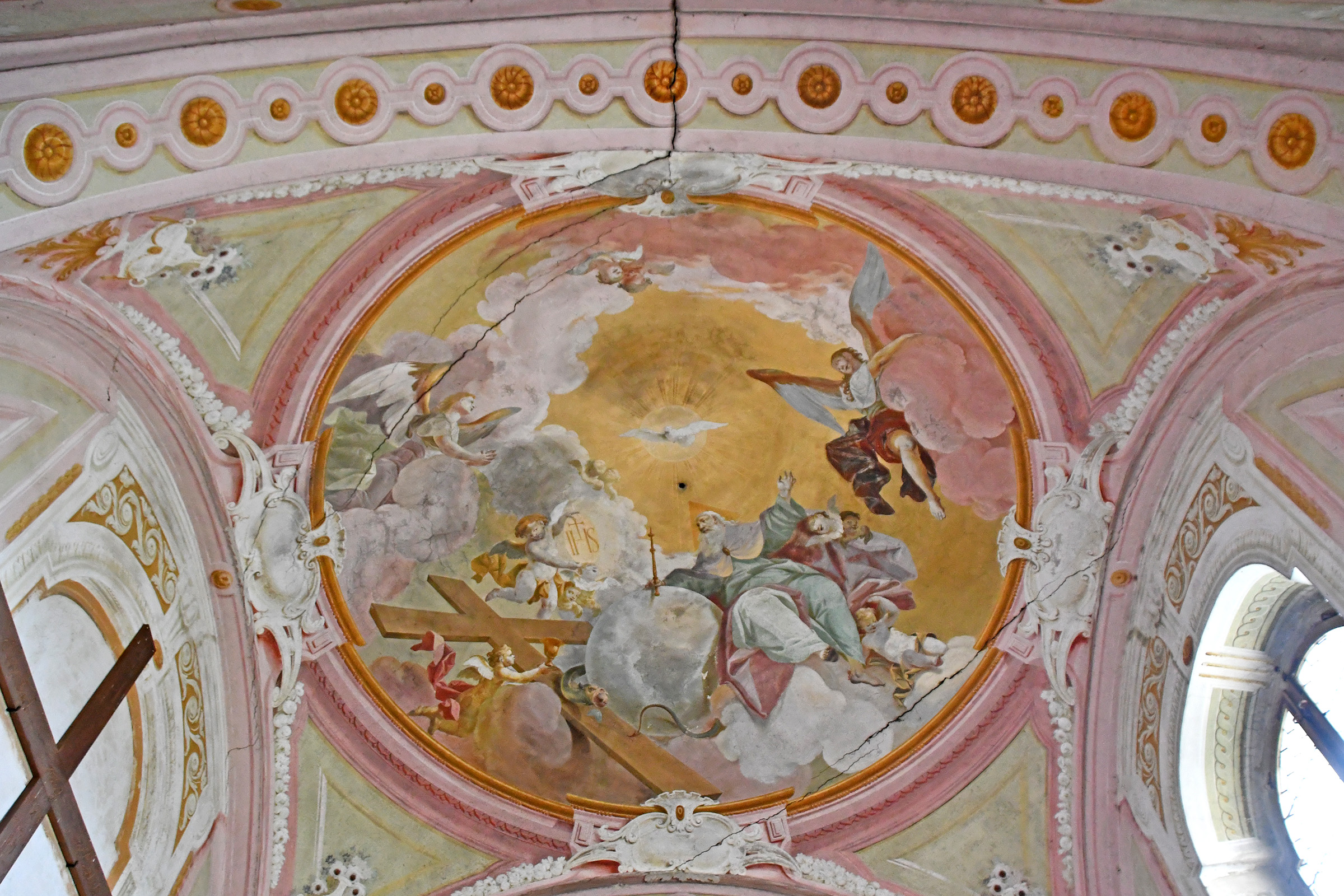
Szentháromság (Zics, 1784/1785)
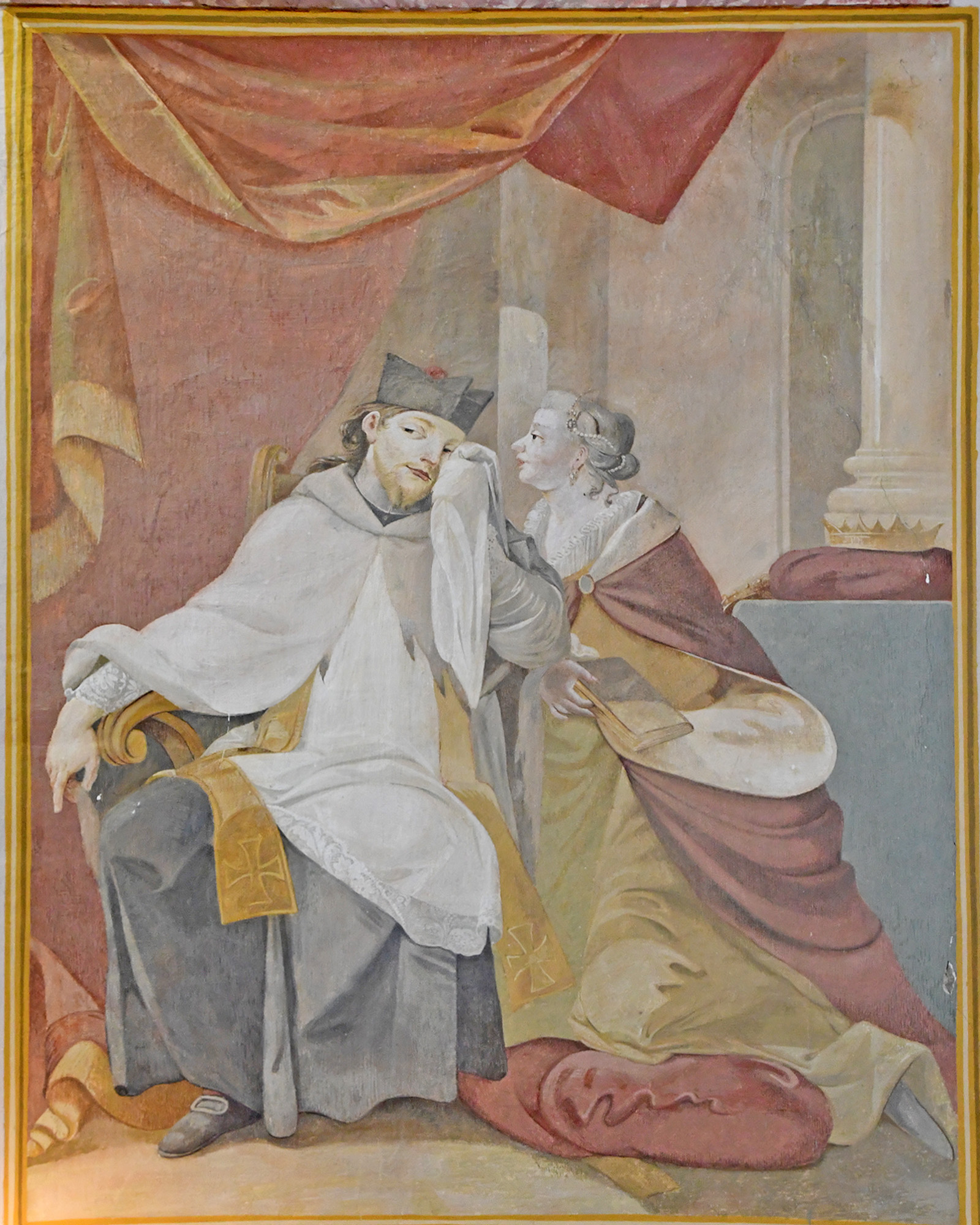
Nepomuki Szent János a cseh királynét gyóntatja (Monostorapáti, 1786)
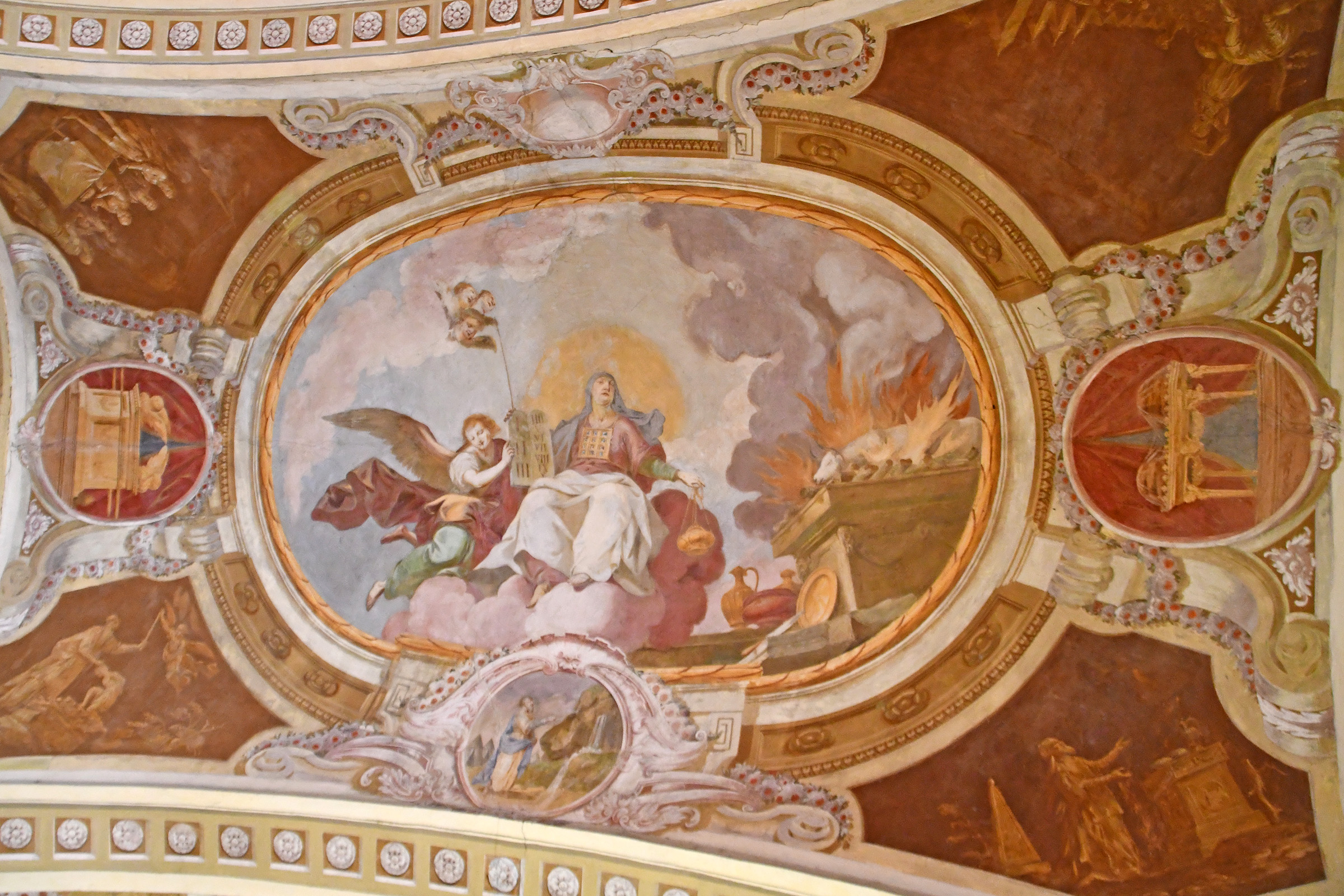
A Hit allegóriája (Tab, 1799)
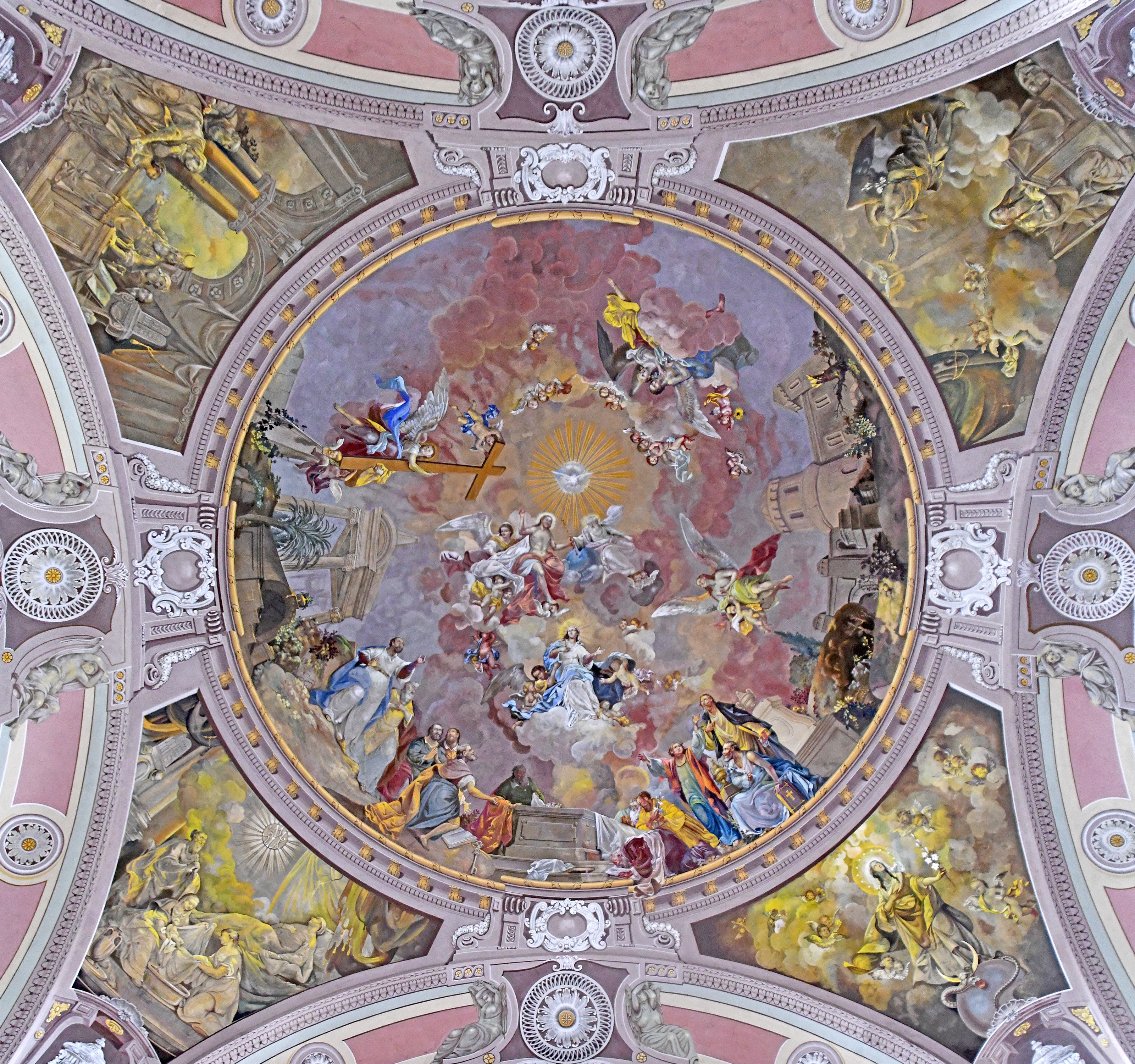
Szűz Mária mennybemenetele (Ajka-Tósokberénd, 1810 körül)